# Ho vissuto più di un addio
«Quando non si può più combattere contro la malattia, rimane ancora una lotta da intraprendere, quella per affrontare bene la morte: salutare adeguatamente le persone che si devono salutare, perdonare le persone che si devono perdonare, ottenere il perdono delle persone da cui ci si deve far perdonare. Lasciare messaggi, sistemare le proprie cose. E partire con un sentimento di pace e "connessione". Avere la possibilità di preparare la propria partenza è in realtà un grande privilegio.»
Ho vissuto più di un addio è un romanzo del giornalista e ricercatore francese David Servan-Schreiber in cui l'autore racconta la sua esperienza di malato e invita a riflettere sul significato profondo della vita e della morte.
Servan-Schreiber scoprì a trent'anni di avere un cancro al cervello; decise però di lottare e di non arrendersi al destino infausto della prognosi che gli dava pochi anni di vita. Ma a distanza di diciannove anni il cancro si ripresentò in una forma molto più aggressiva.

## L'autore
David Servan-Schreiber nacque in Francia a Neuilly-sur-Seine il 21 aprile 1961. Figlio del famoso giornalista e uomo politico Jean-Jacques Servan-Schreiber, studiò medicina a Parigi. Proseguì i suoi studi in Québec e si specializzò in psichiatria alla McGill University. Formatosi dunque negli Stati Uniti, ha svolto qui l'attività di psichiatra, docente e ricercatore nel campo delle neuroscienze. Ha creato il centro di medicina integrata all'Università di Pittsburgh e ha fondato il Laboratorio di Scienze Neurocognitive nella stessa città. A soli trent'anni gli fu diagnosticato un tumore al cervello; non si arrese e riuscì a combatterlo. Rese pubblica la sua esperienza anche grazie ai suoi successivi studi su metodi di medicina alternativa. Pubblicò quindi, i romanzi che lo resero famoso in tutto il mondo: Anticancro e Guarire. Nel 2011, però, il cancro tornò a fargli visita. Scrisse queste pagine prima di morire, il 24 luglio 2011; pagine che ci lasciano la testimonianza del coraggio di un grande uomo.

## Trama

### The Big One
Impegnato tra un congresso di neuroscienze e l'altro, David Servan-Schreiber non si accorge che una grossa massa tumorale gli sta invadendo il lobo frontale destro del cervello e gli attenta la vita. Alcuni segnali preoccupanti avevano cominciato a manifestarsi già a maggio. Era, invece, il 16 giugno 2010 il giorno in cui egli si era sottoposto alla prima risonanza magnetica, il cui risultato, però, non era stato completamente brillante e chiaro; l'oncologo non era riuscito a capire se quella grossa massa gigantesca fosse il tumore ritornato oppure soltanto un semplice edema. Tanto il verdetto poco rassicurante, tanto la precaria condizione fisica dei giorni successivi, inducono il protagonista ad eseguire una seconda risonanza magnetica a Colonia, dove si trovava per un lavoro programmato da tempo. Questa volta la diagnosi fu categorica: non si tratta di un edema bensì di una recidiva. Grave, maligna, forse definitiva; The Big One, come i californiani definiscono il terribile terremoto che un giorno raderà al suolo la costa occidentale.

### Operazione a Colonia
L'operazione fu la tappa immediatamente successiva. A Colonia, molti neurochirurghi utilizzavano metodi rivoluzionari, tra i quali uno prevedeva l'impianto di palline radioattive nella parte del cervello interessata allo sviluppo e alla crescita del tumore. Queste agivano colpendo le cellule tumorali sfuggite al delicato lavoro del chirurgo. Durante il soggiorno nell'ospedale di Colonia, David Servan-Schreiber non viene mai lasciato solo; spesso molti familiari e amici vanno a fargli visita, aiutandolo, facendogli compagnia, e incoraggiandolo a non mollare nonostante la pesantezza del momento.
È difficile combattere da solo contro un nemico tanto potente e tanto "ingombrante". Nonostante tutto, l'operazione va a buon fine; il tumore viene asportato, e una settimana dopo vengono impiantate le palline radioattive che avrebbero dovuto eliminare i tessuti cancerosi poco accessibili al bisturi. Spinto da un'incredibile voglia di vivere, David decide di integrare tutto ciò con un "vaccino" contro il cancro. Questo prevedeva il prelievo di globuli bianchi, la loro contaminazione con il tumore asportato (in modo da sensibilizzarli alle proteine cancerose) e quindi il reinserimento finale nel loro "proprietario".David Servan-Schreiber eseguì tutto con la massima cura e il massimo impegno, affiancando ad ogni intervento terapeutico il suo amato stile di vita anticancro, che prevedeva meditazione, preghiera e cibi sani. Il tumore però non tardò a ripresentarsi.

### Il club dei vivi
Quando sei malato ed invalido, è facile patire la solitudine.
Più la malattia è grave, più ci si sente soli, angosciati, depressi. La malattia, lungi dall'essere solo una semplice manifestazione fisica e biologica, è anche un'esperienza intima che entra a far parte della nostra biografia personale. Il vissuto fondamentale che caratterizza l'esperienza del corpo malato è costituito dal sentimento di invalidità e dal sentimento di impossibilità. Ci si sente sconfitti ed inermi nei confronti di un mondo che diviene sempre più difficile da abitare. Ma Servan-Schreiber si sente fortunato in questo: nonostante la gravità della malattia che lo ha colpito, il fatto di avere i propri cari accanto rappresenta per lui una fortuna enorme. Per un malato coricato su un letto di ospedale, per un uomo con il cancro al cervello, è di vitale importanza avere qualcuno su cui contare. Più si è accuditi, più si rimane attaccati alla vita e più aumenta la voglia di vivere e di lottare.
"Anche se sono costretti a rinunciare alla vita di prima, i malati hanno bisogno di sentire che continuano a far parte del Club, il Club dei vivi, che fanno cose e vivono la vita"

### Voglia di vivere
Pedro Laín Entralgo, medico e filosofo spagnolo, osserva che il sentimento psichico che accompagna la malattia è la diselpidìa, il non poter sperare, l'indebolimento della speranza. Chi è malato, sente che la malattia minaccia la possibilità di realizzazione dei propri progetti, del proprio stare al mondo in senso pieno; cresce la tentazione di tagliare i legami con il mondo. David Servan-Schreiber però non si arrese di fronte al tumore. Cercò di mantenere sempre uno stato mentale positivo che in molti casi aiuta a vivere, se non proprio a guarire. Egli afferma più volte: "Non mi è mai passato per la testa di arrendermi". Non avrebbe mai permesso al cancro di ledere la sua volontà di vivere. Anche nei momenti di maggiore difficoltà, il brillante neurochirurgo francese non mancò mai di umorismo e di serenità. Nonostante la pesantezza dell'operazione, non perse mai un minuto per chiacchierare e scherzare con i figli che spesso gli facevano compagnia nelle fredde sale dell'ospedale. 
"Durante la giornata ammiravamo le belle infermiere tedesche, un'attività che consiglio vivamente per rafforzare lo slancio vitale"
Colpisce inoltre la lucidità con la quale egli si rende conto della propria condizione. Non rimpiange nulla; nonostante sappia che forse non festeggerà il suo cinquantunesimo compleanno, è contento di essere stato portatore di valori ai quali rimane saldamente aggrappato.. È inoltre fermamente convinto della funzionalità del metodo anticancro. Il tumore al cervello gli è stato diagnosticato diciannove anni fa; l'approccio anticancro ha notevolmente migliorato la sua vita in termini di longevità e qualità. Gli ha permesso di vivere una vita molto più felice. Egli affronta qui anche il tema della morte. 
Questo libro è in realtà l'occasione per dire addio a tutti i lettori e a tutti coloro che lo hanno conosciuto e amato. Non manca sicuramente la paura della morte ma:
"Se non mi è concesso più di ridere perché ho il cancro, è come se fossi già morto. Bisogna essere capaci di guardare un film comico, raccontare barzellette, continuare a vivere. Non serve tornare continuamente sull'argomento; sarebbe come ricevere l'estrema unzione tutti i giorni"Il dolore più grande è, allora, lasciare la famiglia. Ma David Servan-Schreiber è convinto che i suoi figli non si dimenticheranno mai di lui.
- Voglio pensare che quando sentiranno la carezza del vento sul loro viso si diranno: "È papà che è venuto a darmi un bacio."[16]